# Império Hotaqui
O Império Hotaqui ou Hotaque foi um Estado afegão de origem Guilji criado em abril de 1709 por Miruais Hotaque (r. 1709–1715) depois de liderar uma revolução bem sucedida contra seus senhores do Império Safávida em Candaar. Durou até 1738, quando Nader Xá (r. 1736–1747) do Império Afexárida derrotou Huceine Hotaqui (r. 1725–1738) durante o longo cerco de Candaar e começou o restabelecimento da soberania iraniana sobre todas as regiões que perdeu décadas antes contra os arquirrivais dos iranianos, o Império Otomano e o Império Russo. No seu auge, o Império Hotaqui governou muito brevemente sobre uma área que é agora o Afeganistão, o Paquistão Ocidental e grandes partes do Irã atual.
Em 1715, Miruais morreu de causas naturais e seu irmão, Abdalazize o sucedeu. Ele foi rapidamente sucedido por Mamude que governou o império em sua extensão mais larga por apenas três anos. Depois da Batalha de Dangã, em 1729, onde Mamude foi derrotado por was roundly defeated by Axerafe Hotaqui, Mamude foi banido para onde é agora o sul do Afeganistão. Huceine Hotaqui se tornou o último governante até que ele também foi derrotado em 1738.

## Chegada ao poder
A província de Candaar foi governada pelos Safávidas como o seu território no extremo leste do século XVI ao início do XVIII, enquanto as tribos nativas afegãs vivendo na área era do Islão Sunita. Logo após o início do Império Mogol, que ocasionalmente travava guerras com o Império Safávida pelo território do sul do Afeganistão. A área ao norte era controlada pelo Canato de Bucara.
No final do século XVII, os Safávidas iranianos, igual a seus arque rivais Turcos Otomanos, começaram a declinar devido ao seu desgoverno, a luta sectária, e a interesses estrangeiros. Em 1704, o xá safávida Huceine nomeou o rei de Cártlia, Jorge XI (Gurguim Cã), que tinha se convertido ao islão igual a muitos governantes georgianos que estavam sob o controle persa ou otomano, como comandante chefe das províncias ao leste do Império Safávida, onde agora é o Afeganistão. Sua primeira missão foi para sufocar as revoltas na região. Gurguim começou a prender e executar afegãos, especialmente aqueles que eram suspeitos de organizar rebeliões, destruindo as rebeliões com sucesso. Uma dessas pessoas presas foi Miruais que pertencia a uma família Hotaqui influente em Caandar. Miruais foi enviado como prisioneiro para a corte persa em Ispaã, mas as sentenças contra ele foram dispensadas pelo xá Huceine, então ele foi enviado de volta para sua terra nativa como um homem livre.

Em abril de 1709, Miruais, protegido pelos Cãs de Naxer, e com seus seguidores se revoltou contra o domínio Safávida em Candaar. A revolta começou quando Gurguim Cã e sua escolta foram mortos durante uma festa que foi organizada por Miruais em sua casa na fazenda fora da cidade. Foi reportado que a morte dele envolveu o consumo de vinho. Depois, Miruais ordenou as matanças dos oficiais restantes na região. Os afegãos derrotaram um exército persa duas vezes mais largo que foi despachado de Ispaã (capital dos Safávidas), um que um grupo de Quizilbache e tropas Georgianas/Circássianas.
Várias tentativas tímidas para subjugar a cidade rebelde falharam, o governo persa despachou Cosroes Cã, sobrinho do falecido Gurguim Cã, com um exército de trinta mil homens para efetuar a sua subjugação, mas, apesar de um sucesso inicial, o que levou os afegãos a oferecerem a sua rendição em condições, a sua atitude intransigente os levou a fazer um esforço desesperado, resultando na completa derrota do exército persa (dos quais apenas cerca de setecentos escaparam) e a morte de seu general. Dois anos mais tarde, em 1713, outro exército persa comandado por Rustã Cã foi também derrotado pelos rebeldes, que assim garantiu a posse de toda a província de Candaar. 
- Edward G. Browne, 1924

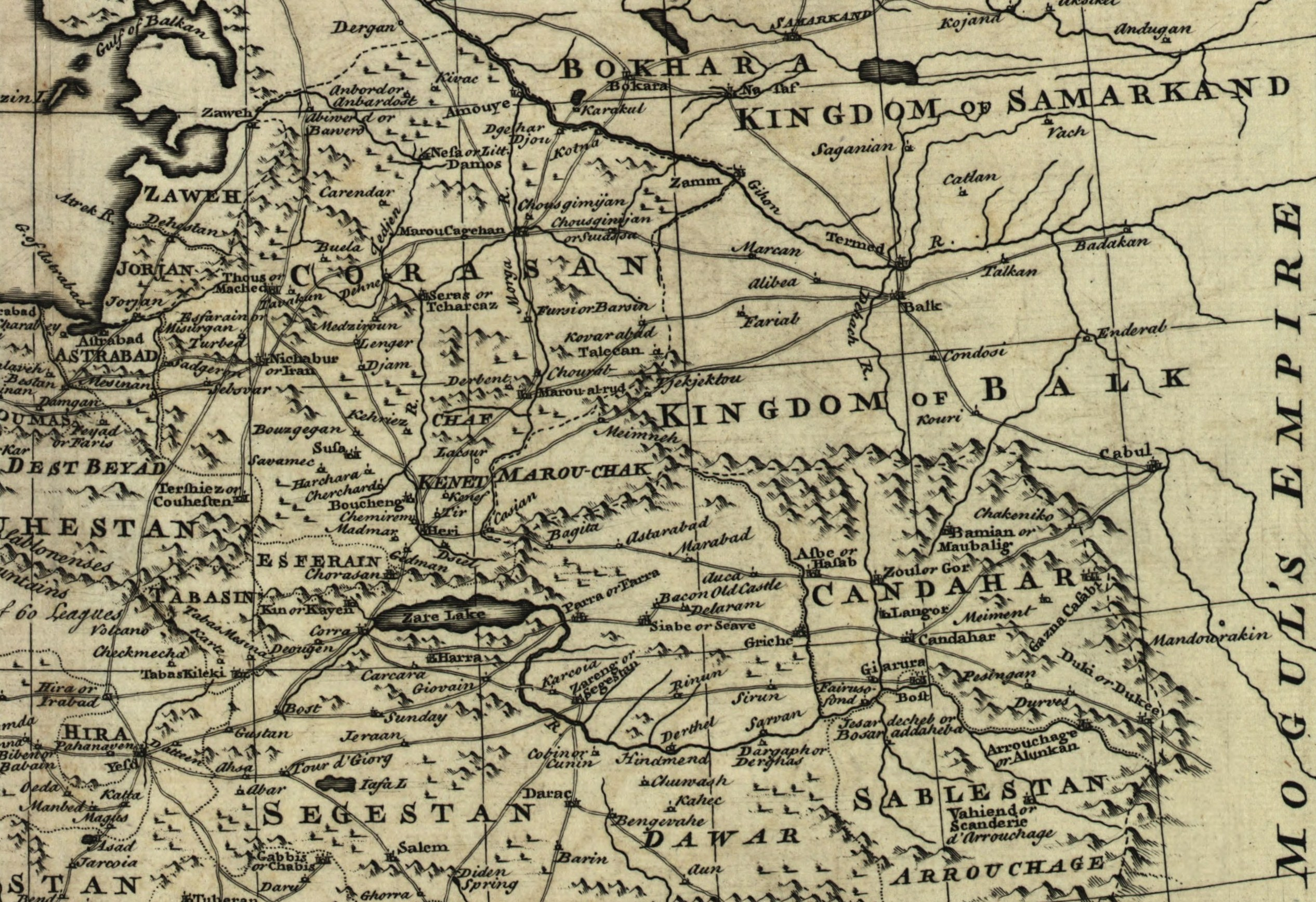
Candaar (Candahar) durante o Império Afexárida e o Império Mogol

Recusando o  título de rei, Miruais foi chamado de "Príncipe de Candaar e general do exército nacional" pela população afegã. Ele morreu pacificamente em novembro de 1715 de causas naturais e foi sucedido por seu irmão, Abdalazize que foi assassinado pelo filho de Miruais, Mamude. Em 1720, as forças afegãs de Mamude cruzaram os desertos de Sistão e capturaram Carmânia. Seu plano era conquistar a capital persa de, Ispaã. Depois de derrotar o exército persa na Batalha de Gulnabade em 8 de março de 1722, ele procedeu e conquistou seis meses. Em 23 de outubro de 1722, o Sultão Huceine abdicou e fez de Mamude o novo xá da Pérsia.
Entretanto, a maioria dos persas, rejeitou o regime afegão e o classificou como usurpador desde o começo. Durante sete anos até 1729, os Hotaquis foram governantes de facto da maior parte da Pérsia, e as áreas ao sul e leste do Afeganistão ainda permaneceram sob o seu controle até 1738.
A dinastia Hotaqui foi problemática e violenta desde o início, já que os conflitos dificultavam um controle permanente. A dinastia vivia sob grande tumulto devido a disputas de sucessão sangrentas que fizeram sua permanência no poder ser difícil, e após o massacre de milhares de civis em Ispaã –incluindo mais de três mil estudantes religiosos, nobres e membros da família Safávida - a dinastia Hotaqui foi finalmente removida do poder na Pérsia. Do outro lado, os afegãos tinham sido suprimidos pelo governo Safávida representado pelo governador Gurguim Cã antes de sua revolta em 1709.

### Declínio
Axerafe Hotaqui, que tomou o poder após a morte de xá Mamude em 1725, e seus soldados foram esmagadoramente derrotados em outubro de 1729, na Batalha de Dangã por Nader Xá, um soldado iraniano da tribo Afixar, e fundador do Império Afexárida que substituiu o Império Safávida na Pérsia. Nader xá retirou e baniu as forças da Pérsia e começou alistando alguns dos afegãos Durrani de Farah e Candaar em seu exército. As tropas de Nader xá (entre eles estava Amade Xá Durrani e seus quatro mil homens) conquistaram Candaar em 1738. Eles capturaram e destruíram o último assentamento de poder Hotaqui, que foi mantido por Huceine Hotaqui (ou xá Huceine). Nader xá construiu uma nova cidade por perto, nomeada por ele, "Naderabade". Os Durrani também dominaram Candaar, com os Guilji sendo colocados de volta para seu antigo assentamento em Qalat—um assentamento que dura até os dias de hoje.

## Lista de Governantes

Miruais Hotaque
Abdalazize Hotaqui
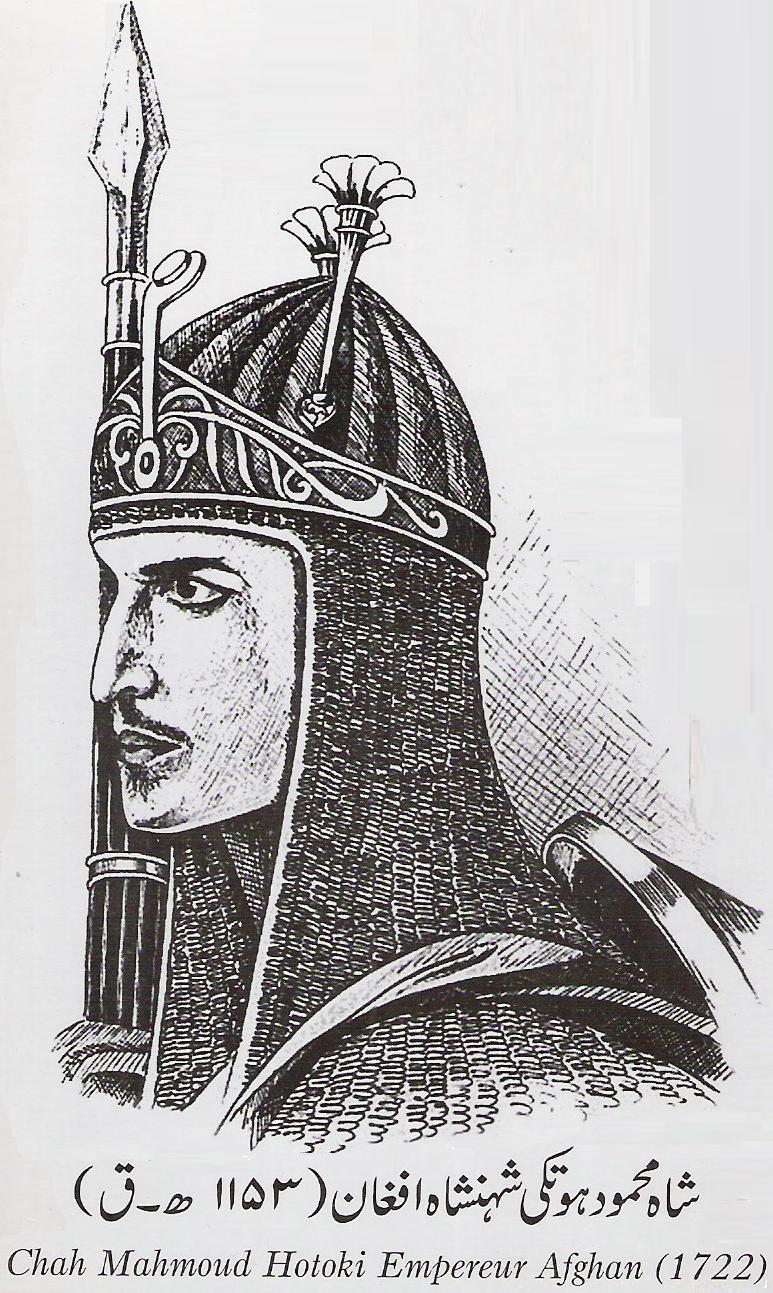
Mamude Hotaqui
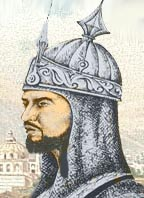
Axerafe Hotaqui
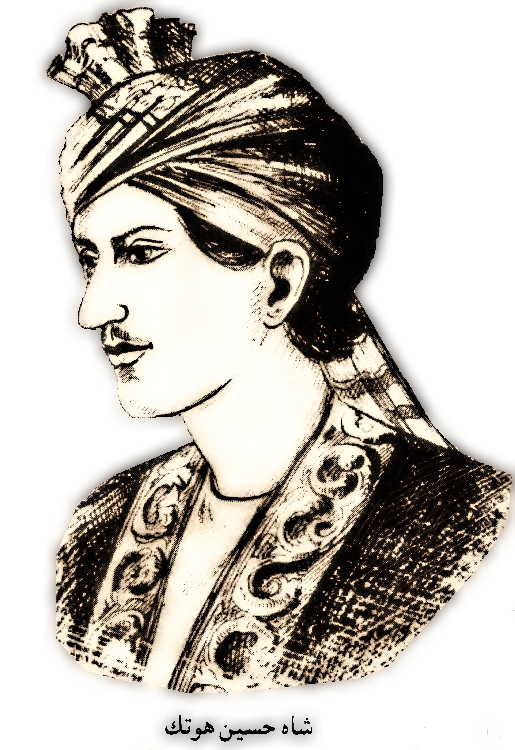
Huceine Hotaqui